# 梅济—塞纳河畔罗米伊铁路
梅济－塞纳河畔罗米伊铁路（法語：Ligne de Mézy à Romilly-sur-Seine）是法国东北部的一条铁路，起点为梅济穆兰站，终点为塞纳河畔罗米伊站，全长77公里。该铁路于1884年全线建成通车，1953年停止客运服务，现大部分路段已关闭，在法国铁路系统中的编号为004000。

## 历史
梅济－塞纳河畔罗米伊铁路修建计划于1875年被提出，最初由法国东部铁路公司负责修建，1884年建成运营。1938年起成为法国国营铁路公司的一部分。
因该铁路客流较小，其客运已于1939至1953年间分段停止，而埃斯泰尔奈以南的路段也于1991年停止货运服务。现仅剩北段部分路段尚有少量货运班次。

## 路线
梅济－塞纳河畔罗米伊铁路由梅济穆兰站向东南引出，一路南下，穿越马恩省西南部，再进入奥布省境内，最终到达塞纳河畔罗米伊。

## 车站列表
| 梅济－塞纳河畔罗米伊铁路车站列表                              |        | |                |            |
| 车站*                                                         | 公里数 | 交汇路线                                                                                            | 本线停靠车种   | 可换乘交通 |
| Mézy 梅济站                                                   | 0      | 070000 巴黎－斯特拉斯堡铁路（巴黎方向）↑ 070000 巴黎－斯特拉斯堡铁路（斯特拉斯堡/南锡方向）↘        | Fluo Grand-Est |            |
| Condé-en-Brie 布里地区孔代站                                  | 8.143  | |                |            |
| Artonges 阿尔通日站                                           | 18.070 | |                |            |
| Montmirail 蒙米拉伊站                                         | 25.675 | |                |            |
| Le Gault 勒戈站                                               | 35.794 | |                |            |
| Esternay 埃斯泰尔奈站                                         | 45.330 | |                |            |
| Villenauxe 维勒诺克斯站                                       | 62.711 | |                |            |
| Romilly-sur-Seine 塞纳河畔罗米伊站                            | 77.111 | 001000 巴黎－米卢斯铁路（巴黎方向）↖                                                                |                |            |
| Romilly-sur-Seine 塞纳河畔罗米伊站                            | 78.665 | 001000 巴黎－米卢斯铁路（米卢斯/特鲁瓦方向）↓ 010000 瓦里-马勒伊－塞纳河畔罗米伊铁路（塞扎讷方向）↘ | Fluo Grand-Est |            |
| *注：划线车站为已关闭车站或线路；灰色部分表示其所在线路已关闭 |        | |                |            |